# Rosa María Kucharski
Rosa María Kucharski González (Barcelona, 1929 - Madrid, 5 de enero de 2006) fue una pianista, profesora de música y musicóloga española. Su hermano, Eduardo Kucharski, fue un jugador y entrenador de baloncesto.

## Biografía
De familia catalana con orígenes también polacos, comenzó a estudiar piano a los seis años y debutó en Barcelona a los once. Después de pasar por la Academia Marshall amplió su formación en Madrid con Tomás Andrade de Silva, en París con Lazare Lévy y en Saarbrücken con Walter Gieseking (1949-1950); también hizo cursos con Pau Casals y George Enescu. A lo largo de su vida actuó en muchas ciudades, como concertista y solista de las mejores orquestas. En 1951 recibió el premio Pedro Masaveu y fue la primera pianista invitada a participar en los festivales Chopin de Mallorca. En 1958 fue seleccionada entre los quince mejores pianistas jóvenes del mundo para participar en el curso Beethoven que impartía Wilhelm Kempff en Italia.
Fue catedrática de piano en el conservatorio de Córdoba. Más adelante se estableció en Madrid, donde ocupó la cátedra de piano de la Escuela Superior de Canto, trabajo que compaginó con cursos en el extranjero donde impartía técnica e interpretación pianística. En los años 1960 tuvo diversas responsabilidades en el Círculo Catalán de Madrid. Estudiosa de la enseñanza musical, trabajó en el Servicio de Orientación didáctica del Ministerio de Educación y Ciencia, publicó Música para las aulas en 1980 y fundó y presidió la Sociedad para la Educación Musical, filial española del International Society for Music Education en 1978 y, en 1986 creó IMI (Intercambio Musical Internacional). Entre sus muchos alumnos estuvo el músico y compositor Josep Mestres i Quadreny, las pianistas Duo Vela y la infanta Cristina de Borbón. Publicó libros y artículos sobre musicología y sobre la enseñanza de la música y el piano. En 1982 creó el concurso de piano "Infanta Cristina" para descubrir nuevos talentos musicales.

## Obras
- Aires de Valldoreix (1949), sardana
- Pins de Calella (1951), sardana

## Discografía
- Adiós al piano Barcelona: Gramófono Odeón, 1955? (33 rpm) Regal C-10323 (CK-4229, CK-4235)
- Momento musical Barcelona: Gramófono Odeón, 1955? (33 rpm) Regal C-10326 (CK-4230, CK-4249)
- Rosa María Kucharski: Piano Barcelona: Odeón, 1958 (45 rpm) Regal SEBL 7053
- Rosa María Kucharski: Piano Barcelona: Odeón, 1958 (45 rpm) Regal SEBL 7054
- Rosa María Hurchaski: Piano Barcelona: Odeón, 1958 (45 rpm) Regal SEBL 7061
- Rosa María Hurchaski: Piano Barcelona: Odeón, 1958 (45 rpm) Regal SEBL 7063
- Rosa María Hurchaski: Piano Barcelona: Odeón, 1958 (45 rpm) Regal SEBL 7064
- Mompou, Montsalvatge, Abril: Preludes and Sonatinas of Contemporary Spanish Composers Peacehaven: Claudio Records, 1993 (CD) CC4320